# Golbey
 Golbey  es una población y comuna francesa, en la región de Lorena, departamento de Vosgos, en el distrito de Épinal y cantón de Épinal-Ouest.

## Demografía
| 6560 | 7579 | 8457 | 7822 | 7892 | 7929 |
| Para los censos de 1962 a 1999 la población legal corresponde a la población sin duplicidades (Fuente: INSEE [Consultar]) |      |      |      |      |      |